# Mohamed Fawzi
 (décembre 2022).
Si vous disposez d'ouvrages ou d'articles de référence ou si vous connaissez des sites web de qualité traitant du thème abordé ici, merci de compléter l'article en donnant les références utiles à sa vérifiabilité et en les liant à la section « Notes et références ».
Mohamed Fawzi (en arabe : محمد فوزي), né Mohammed Fawzi Habas Elhaw le 15 août 1918 à Tanta, en Égypte, et mort le 20 octobre 1966 au Caire, est un compositeur et un chanteur égyptien. Il est principalement connu pour avoir composé la musique de Kassaman, l'hymne national algérien.